# قتل الأطفال ذوي الإعاقة في أوغندا
في بعض مناطق أوغندا، يتم قتل الأطفال المعاقين. ففي الطقوس التقليدية، يُعتقد أن أجزاء من أجسام الأطفال الرضع تجلب الفوائد والخير. الأشخاص الذين يمارسون هذه الأعمال يبررونها بأنها "قتل رحيم"، أي أنهم يريدون إنقاذ الأطفال من معاناة الإعاقة المؤلمة.

## الطقوس

### كيف تتم العملية
في أغلب الحالات، يلجأ الساحر الشعبي إلى هذه الطقوس المروعة لـ"إنقاذ" الأطفال المعاقين من إعاقتهم المؤلمة، وذلك بعد فشل عدة محاولات علاج بطرق أخرى مثل الأدوية العشبية أو التضحية بالحيوانات التي تُعتبر أقل قوة في اعتقادهم.
أثناء طقوس التضحية بالطفل، يكون الساحر الشعبي محاطاً بمساعديه، ويبدأ أولاً بفحص الطفل للبحث عن علامات ما يزعمون أنه "تلبس شيطاني". بعد ذلك، يقوم بقطع أجزاء مختلفة من جسم الطفل بالقوة، ويستخدم دم الطفل لصنع خليط سحري مع الأعشاب. الأجزاء التي يتم قطعها عادة ما تكون الرأس والأعضاء التناسلية والعينين واللسان والأطراف والأسنان والأعضاء الداخلية. حسب زعم مرتكبي هذه الجرائم، فإن هذه الطقوس ضرورية لجلب النجاح والشفاء والثروة.

### من يقوم بهذه الممارسات
قتل الأطفال المعاقين في أوغندا يرتكبه السحرة الشعبيون الذين يروجون لقوة هذه الطقوس أمام زبائنهم الذين يبحثون عن الثروة والصحة والشهرة.
هؤلاء السحرة الشعبيون كثيراً ما يُخلط بينهم وبين المعالجين التقليديين الحقيقيين، مما أدى إلى انتشار فكرة خاطئة مفادها أن السحر جزء من ممارسات الشفاء في الثقافة المحلية. لكن الحقيقة أن هؤلاء السحرة مسؤولون عن جرائم مروعة، بينما المعالجون التقليديون الحقيقيون لا يستخدمون أعضاء بشرية في علاجاتهم.
كما أن آباء وأمهات الأطفال المعاقين يلعبون دوراً مهماً في هذه الجرائم، حيث يسمحون بحدوثها ويأخذون أطفالهم إلى الموت، لأنهم يؤمنون بأن ما يسمونه "القتل الرحيم" سيوفر على أطفالهم ألم وصعوبة العيش مع الإعاقة.

## التحقيقات والاستجابة الرسمية
برلمان أوغندا يدين بشدة عمليات "القتل الرحيم" للأطفال المعاقين حديثي الولادة في أوغندا، ويعتبرها أعمالاً لا إنسانية.

### ما اكتشفته التحقيقات
البرلمان الأوروبي شارك في البحث عن حلول لوقف قتل المعاقين في أوغندا. وقد احتج البرلمان الأوروبي على هذه الممارسات لأسباب واضحة: حقوق الإنسان يجب أن تُحترم دائماً، وكل إنسان له الحق في الحياة بغض النظر عن إعاقته.
الأشخاص ذوو الإعاقة في أوغندا يواجهون استبعاداً من الأنشطة المجتمعية. الأطفال المعاقون عادة ما يُخفون عن أنظار الناس، ويُطردون من مجتمعاتهم، وقد يُقتلون. أمهات هؤلاء الأطفال يعشن في عزلة عن أقاربهن، بينما يتخلى معظم الآباء عن أسرهم تماماً.
المسح الرسمي للأسر الأوغندية لا يسجل إلا المعاقين من سن الخامسة فما فوق، مما يعني أن معظم الأطفال المعاقين لا يظهرون في الإحصائيات الرسمية. وحسب الأرقام المتاحة، فإن 7.1% من سكان أوغندا (حوالي 2.1 مليون شخص) يعانون من إعاقات مختلفة.

### الإجراءات القانونية والعقوبات
القانون الأوغندي يمنع التمييز ضد الأشخاص ذوي الإعاقات الجسدية أو الحسية أو العقلية أو النفسية في مجالات العمل والتعليم والسفر والمواصلات والحصول على الرعاية الصحية وغيرها من الخدمات الحكومية.
لكن للأسف، جهود الحكومة في تطبيق هذه القوانين ضعيفة وغير فعالة.
المعاملة التي يتلقاها المعاقون في أوغندا لا تزال سيئة جداً. ففي تقرير صدر في شهر يوليو عن المجلس الوطني للإعاقة، تبين أن 55% من المعاقين لا يستطيعون القراءة والكتابة بشكل مفيد، وأن 33% فقط منهم أكملوا الصف السابع الابتدائي.
كما اكتشف التقرير أن بعض الأطفال المصابين بإعاقات عقلية أحياناً يُحرمون من الطعام، ويُربطون بالحبال إلى الأشجار والأسرّة للتحكم في حركتهم. وأشار التقرير أيضاً إلى أن احتياجات الأطفال المصابين بالتوحد وصعوبات التعلم تُهمل بسبب نقص شديد في المدارس المتخصصة للأطفال ذوي الاحتياجات الخاصة.
الجهات الحكومية المسؤولة عن حماية حقوق المعاقين تشمل وزارة الدولة لذوي الإعاقات، والمجلس الوطني للإعاقة، ووزارة الجنس والعمل والتنمية الاجتماعية. لكن هذه الجهات تعاني من نقص شديد في التمويل، مما يمنعها من تنفيذ أي مبادرات مهمة.
في محاولة لضمان تمثيل أفضل للمعاقين في مناصب السلطة، خصصت الحكومة 5 مقاعد في البرلمان للأشخاص ذوي الإعاقة.
هذه المبادرة تهدف إلى إعطاء قوة ونفوذ لمجموعة من الناس كانت مهمشة عبر التاريخ.